# Liste der Olympiasieger im Judo
Die Liste der Olympiasieger im Judo listet alle Sieger sowie die Zweit- und Drittplatzierten der Judo-Wettbewerbe bei den Olympischen Sommerspielen, gegliedert nach Männern und Frauen sowie den einzelnen Wettbewerben seit 1964 auf. Im weiteren Teil werden die erfolgreichsten Judoka aufgelistet. Den Abschluss bilden die einzelnen Nationenwertungen.

## Männer

### Superleichtgewicht
- bis 60 kg

| Olympia | Gold            | Silber              | Bronze                                      |
| ------- | --------------- | ------------------- | ------------------------------------------- |
| 1980    | Thierry Rey     | José Rodríguez      | Arambi Jemisch Tibor Kincses                |
| 1984    | Shinji Hosokawa | Kim Jae-yup         | Neil Eckersley Edward Liddie                |
| 1988    | Kim Jae-yup     | Kevin Asano         | Shinji Hosokawa Amiran Totikaschwili        |
| 1992    | Nazim Hüseynov  | Yoon Hyun           | Tadanori Koshino Richard Trautmann          |
| 1996    | Tadahiro Nomura | Girolamo Giovinazzo | Dordschpalamyn Narmandach Richard Trautmann |
| 2000    | Tadahiro Nomura | Jung Bu-kyung       | Manolo Poulot Aidyn Smaghulow               |
| 2004    | Tadahiro Nomura | Nestor Chergiani    | Choi Min-ho Chaschbaataryn Tsagaanbaatar    |
| 2008    | Choi Min-ho     | Ludwig Paischer     | Ruben Houkes Rishod Sobirov                 |
| 2012    | Arsen Galstjan  | Hiroaki Hiraoka     | Felipe Kitadai Rishod Sobirov               |
| 2016    | Beslan Mudranow | Jeldos Smetow       | Diyorbek Oʻrozboyev Naohisa Takato          |
| 2020    | Naohisa Takato  | Yang Yung-wei       | Jeldos Smetow Luka Mkheidze                 |
| 2024    | Jeldos Smetow   | Luka Mkheidze       | Ryūju Nagayama Francisco Garrigós           |

### Halbleichtgewicht
- bis 65 kg (1980–1996)
- bis 66 kg (seit 2000)

| Olympia | Gold                     | Silber                 | Bronze                                   |
| ------- | ------------------------ | ---------------------- | ---------------------------------------- |
| 1980    | Nikolai Soloduchin       | Tsendiin Damdin        | Ilijan Nedkow Janusz Pawłowski           |
| 1984    | Yoshiyuki Matsuoka       | Hwang Jung-oh          | Marc Alexandre Josef Reiter              |
| 1988    | Lee Kyung-keun           | Janusz Pawłowski       | Bruno Carabetta Yōsuke Yamamoto          |
| 1992    | Rogério Sampaio          | József Csák            | Israel Hernández Udo Quellmalz           |
| 1996    | Udo Quellmalz            | Yukimasa Nakamura      | Henrique Guimarães Israel Hernández      |
| 2000    | Hüseyin Özkan            | Larbi Benboudaoud      | Girolamo Giovinazzo Giorgi Wasagaschwili |
| 2004    | Masato Uchishiba         | Jozef Krnáč            | Yordanis Arencibia Georgi Georgiew       |
| 2008    | Masato Uchishiba         | Benjamin Darbelet      | Yordanis Arencibia Pak Chol-min          |
| 2012    | Lascha Schawdatuaschwili | Miklós Ungvári         | Masashi Ebinuma Cho Jun-ho               |
| 2016    | Fabio Basile             | An Ba-ul               | Masashi Ebinuma Rishod Sobirov           |
| 2020    | Hifumi Abe               | Wascha Margwelaschwili | An Ba-ul Daniel Cargnin                  |
| 2024    | Hifumi Abe               | Willian Lima           | Ghusman Qyrghysbajew Denis Vieru         |

### Leichtgewicht
- bis 68 kg (1964)
- bis 63 kg (1972–1976)
- bis 71 kg (1980–1996)
- bis 73 kg (seit 2000)

| Olympia | Gold               | Silber                   | Bronze                                    |
| ------- | ------------------ | ------------------------ | ----------------------------------------- |
| 1964    | Takehide Nakatani  | Eric Hänni               | Ārons Bogoļubovs Oleg Stepanow            |
| 1972    | Takao Kawaguchi    | nicht vergeben           | Kim Yong-ik Jean-Jacques Mounier          |
| 1976    | Héctor Rodríguez   | Chang Eun-kyung          | Felice Mariani József Tuncsik             |
| 1980    | Ezio Gamba         | Neil Adams               | Rawdangiin Dawaadalai Karl-Heinz Lehmann  |
| 1984    | Ahn Byeong-keun    | Ezio Gamba               | Kerrith Brown Luis Onmura                 |
| 1988    | Marc Alexandre     | Sven Loll                | Mike Swain Giorgi Tenadse                 |
| 1992    | Toshihiko Koga     | Bertalan Hajtós          | Chung Hoon Oren Smadja                    |
| 1996    | Kenzo Nakamura     | Kwak Dae-sung            | Christophe Gagliano Jimmy Pedro           |
| 2000    | Giuseppe Maddaloni | Tiago Camilo             | Anatol Larukou Vsevolods Zeļonijs         |
| 2004    | Lee Won-hee        | Witali Makarow           | Leandro Guilheiro Jimmy Pedro             |
| 2008    | Elnur Məmmədli     | Wang Ki-chun             | Rassul Boqijew Leandro Guilheiro          |
| 2012    | Mansur Issajew     | Riki Nakaya              | Saindschargalyn Njam-Otschir Ugo Legrand  |
| 2016    | Shōhei Ōno         | Rüstəm Orucov            | Lascha Schawdatuaschwili Dirk Van Tichelt |
| 2020    | Shōhei Ōno         | Lascha Schawdatuaschwili | An Chang-rim Tsend-Otschiryn Tsogtbaatar  |
| 2024    | Hidayət Heydərov   | Joan-Benjamin Gaba       | Adil Osmanov Soichi Hashimoto             |

### Halbmittelgewicht
- bis 70 kg (1972–1976)
- bis 78 kg (1980–1996)
- bis 81 kg (seit 2000)

| Olympia | Gold                 | Silber              | Bronze                               |
| ------- | -------------------- | ------------------- | ------------------------------------ |
| 1972    | Toyokazu Nomura      | Antoni Zajkowski    | Dietmar Hötger Anatolij Nowikow      |
| 1976    | Wladimir Newsorow    | Kōji Kuramoto       | Marian Tałaj Patrick Vial            |
| 1980    | Schota Chabareli     | Juan Ferrer         | Harald Heinke Bernard Tchoullouyan   |
| 1984    | Frank Wieneke        | Neil Adams          | Mircea Frățică Michel Nowak          |
| 1988    | Waldemar Legień      | Frank Wieneke       | Torsten Bréchôt Baschir Warajew      |
| 1992    | Hidehiko Yoshida     | Jason Morris        | Bertrand Damaisin Kim Byung-joo      |
| 1996    | Djamel Bouras        | Toshihiko Koga      | Cho In-chul Soso Liparteliani        |
| 2000    | Makoto Takimoto      | Cho In-chul         | Aleksei Budõlin Nuno Delgado         |
| 2004    | Ilias Iliadis        | Roman Hontjuk       | Flávio Canto Dmitri Nossow           |
| 2008    | Ole Bischof          | Kim Jae-bum         | Roman Hontjuk Tiago Camilo           |
| 2012    | Kim Jae-bum          | Ole Bischof         | Iwan Nifontow Antoine Valois-Fortier |
| 2016    | Chassan Chalmursajew | Travis Stevens      | Takanori Nagase Sergiu Toma          |
| 2020    | Takanori Nagase      | Saeid Mollaei       | Matthias Casse Shamil Borchashvili   |
| 2024    | Takanori Nagase      | Tato Grigalaschwili | Lee Joon-hwan Somon Mahmadbekow      |

### Mittelgewicht
- bis 80 kg (1964–1976)
- bis 86 kg (1980–1996)
- bis 90 kg (seit 2000)

| Olympia | Gold               | Silber              | Bronze                                       |
| ------- | ------------------ | ------------------- | -------------------------------------------- |
| 1964    | Isao Okano         | Wolfgang Hofmann    | James Bregman Kim Eui-tae                    |
| 1972    | Shinobu Sekine     | Oh Seung-lip        | Jean-Paul Coche Brian Jacks                  |
| 1976    | Isamu Sonoda       | Waleri Dwoinikow    | Slavko Obadov Park Young-chul                |
| 1980    | Jürg Röthlisberger | Isaac Azcuy         | Aleksandrs Jackēvičs Detlef Ultsch           |
| 1984    | Peter Seisenbacher | Robert Berland      | Walter Carmona Seiki Nose                    |
| 1988    | Peter Seisenbacher | Wladimir Schestakow | Akinobu Ōsako Ben Spijkers                   |
| 1992    | Waldemar Legień    | Pascal Tayot        | Nicolas Gill Hirotaka Okada                  |
| 1996    | Jeon Ki-young      | Armen Bagdasarov    | Mark Huizinga Marko Spittka                  |
| 2000    | Mark Huizinga      | Carlos Honorato     | Frédéric Demontfaucon Ruslan Maschurenko     |
| 2004    | Surab Swiadauri    | Hiroshi Izumi       | Mark Huizinga Chassanbi Taow                 |
| 2008    | Irakli Zirekidse   | Amar Benikhlef      | Hesham Mesbah Sergei Aschwanden              |
| 2012    | Song Dae-nam       | Asley González      | Masashi Nishiyama Ilias Iliadis              |
| 2016    | Mashu Baker        | Warlam Liparteliani | Gwak Dong-han Cheng Xunzhao                  |
| 2020    | Lascha Bekauri     | Eduard Trippel      | Davlat Bobonov Krisztián Tóth                |
| 2024    | Lascha Bekauri     | Sanshiro Murao      | Maxime-Gaël Ngayap Hambou Theodoros Tselidis |

### Halbschwergewicht
- bis 93 kg (1972–1976)
- bis 95 kg (1980–1996)
- bis 100 kg (seit 2000)

| Olympia | Gold                     | Silber                   | Bronze                                |
| ------- | ------------------------ | ------------------------ | ------------------------------------- |
| 1972    | Schota Tschotschischwili | David Starbrook          | Paul Barth Chiaki Ishii               |
| 1976    | Kazuhiro Ninomiya        | Ramas Charschiladse      | Jürg Röthlisberger David Starbrook    |
| 1980    | Robert Van de Walle      | Tengis Chubuluri         | Dietmar Lorenz Henk Numan             |
| 1984    | Ha Hyung-joo             | Douglas Vieira           | Bjarni Friðriksson Günther Neureuther |
| 1988    | Aurélio Miguel           | Marc Meiling             | Dennis Stewart Robert Van de Walle    |
| 1992    | Antal Kovács             | Raymond Stevens          | Theo Meijer Dmitri Sergejew           |
| 1996    | Paweł Nastula            | Kim Min-soo              | Aurélio Miguel Stéphane Traineau      |
| 2000    | Kōsei Inoue              | Nicolas Gill             | Juri Stjopkin Stéphane Traineau       |
| 2004    | Ihar Makarau             | Jang Sung-ho             | Michael Jurack Ariel Zeevi            |
| 2008    | Naidangiin Tüwschinbajar | Asqat Schitkejew         | Henk Grol Mövlud Mirəliyev            |
| 2012    | Tagir Chaibulajew        | Naidangiin Tüwschinbajar | Henk Grol Dimitri Peters              |
| 2016    | Lukáš Krpálek            | Elmar Qasımov            | Ryūnosuke Haga Cyrille Maret          |
| 2020    | Aaron Wolf               | Cho Gu-ham               | Jorge Fonseca Nijas Iljassow          |
| 2024    | Zelym Kotsoiev           | Ilia Sulamanidse         | Peter Paltchik Muzaffarbek Turoboyev  |

### Schwergewicht
- über 80 kg (1964)
- über 93 kg (1972–1976)
- über 95 kg (1980–1996)
- über 100 kg (seit 2000)

| Olympia | Gold                   | Silber              | Bronze                                |
| ------- | ---------------------- | ------------------- | ------------------------------------- |
| 1964    | Isao Inokuma           | Douglas Rogers      | Ansor Kiknadse Parnaos Tschikwiladse  |
| 1972    | Willem Ruska           | Klaus Glahn         | Motoki Nishimura Giwi Onaschwili      |
| 1976    | Sergei Nowikow         | Günther Neureuther  | Allen Coage Sumio Endō                |
| 1980    | Angelo Parisi          | Dimitar Saprjanow   | Vladimír Kocman Radomir Kovačević     |
| 1984    | Hitoshi Saitō          | Angelo Parisi       | Mark Berger Cho Yong-chul             |
| 1988    | Hitoshi Saitō          | Henry Stöhr         | Cho Yong-chul Grigori Weritschew      |
| 1992    | Dawit Chachaleischwili | Naoya Ogawa         | Imre Csősz David Douillet             |
| 1996    | David Douillet         | Ernesto Pérez       | Harry Van Barneveld Frank Möller      |
| 2000    | David Douillet         | Shinichi Shinohara  | Indrek Pertelson Tamerlan Tmenow      |
| 2004    | Keiji Suzuki           | Tamerlan Tmenow     | Dennis van der Geest Indrek Pertelson |
| 2008    | Satoshi Ishii          | Abdullo Tangriyev   | Óscar Brayson Teddy Riner             |
| 2012    | Teddy Riner            | Alexander Michailin | Andreas Tölzer Rafael Silva           |
| 2016    | Teddy Riner            | Hisayoshi Harasawa  | Or Sasson Rafael Silva                |
| 2020    | Lukáš Krpálek          | Guram Tuschischwili | Teddy Riner Tamerlan Baschajew        |
| 2024    | Teddy Riner            | Kim Min-jong        | Temur Rahimow Alisher Yusupov         |

### Offene Klasse
| Olympia | Gold               | Silber              | Bronze                              |
| ------- | ------------------ | ------------------- | ----------------------------------- |
| 1964    | Anton Geesink      | Akio Kaminaga       | Theodore Boronovskis Klaus Glahn    |
| 1972    | Willem Ruska       | Witali Kusnezow     | Jean-Claude Brondani Angelo Parisi  |
| 1976    | Haruki Uemura      | Keith Remfry        | Cho Jea-ki Schota Tschotschischwili |
| 1980    | Dietmar Lorenz     | Angelo Parisi       | Arthur Mapp András Ozsvár           |
| 1984    | Yasuhiro Yamashita | Mohamed Ali Rashwan | Mihai Cioc Arthur Schnabel          |

## Frauen

### Superleichtgewicht
- bis 48 kg

| Olympia | Gold                    | Silber                     | Bronze                               |
| ------- | ----------------------- | -------------------------- | ------------------------------------ |
| 1992    | Cécile Nowak            | Ryōko Tani                 | Amarilis Savón Hülya Şenyurt         |
| 1996    | Kye Sun-hui             | Ryōko Tani                 | Amarilis Savón Yolanda Soler         |
| 2000    | Ryōko Tani              | Ljubow Bruletowa           | Anna-Maria Gradante Ann Simons       |
| 2004    | Ryōko Tani              | Frédérique Jossinet        | Julia Matijass Gao Feng              |
| 2008    | Alina Alexandra Dumitru | Yanet Bermoy               | Ryōko Tani Paula Pareto              |
| 2012    | Sarah Menezes           | Alina Alexandra Dumitru    | Charline Van Snick Éva Csernoviczki  |
| 2016    | Paula Pareto            | Jeong Bo-kyeong            | Ami Kondo Galbadrachyn Otgontsetseg  |
| 2020    | Distria Krasniqi        | Funa Tonaki                | Mönchbatyn Urantsetseg Darja Bilodid |
| 2024    | Natsumi Tsunoda         | Bawuudordschiin Baasanchüü | Shirine Boukli Tara Babulfath        |

### Halbleichtgewicht
- bis 52 kg

| Olympia | Gold                 | Silber           | Bronze                            |
| ------- | -------------------- | ---------------- | --------------------------------- |
| 1992    | Almudena Muñoz       | Noriko Mizoguchi | Li Zhongyun Sharon Rendle         |
| 1996    | Marie-Claire Restoux | Hyun Sook-hee    | Noriko Narazaki Legna Verdecia    |
| 2000    | Legna Verdecia       | Noriko Narazaki  | Liu Yuxiang Kye Sun-hui           |
| 2004    | Xian Dongmei         | Yuki Yokosawa    | Amarilis Savón Ilse Heylen        |
| 2008    | Xian Dongmei         | An Kum-ae        | Soraya Haddad Misato Nakamura     |
| 2012    | An Kum-ae            | Yanet Bermoy     | Rosalba Forciniti Priscilla Gneto |
| 2016    | Majlinda Kelmendi    | Odette Giuffrida | Natalja Kusjutina Misato Nakamura |
| 2020    | Uta Abe              | Amandine Buchard | Odette Giuffrida Chelsie Giles    |
| 2024    | Diyora Keldiyorova   | Distria Krasniqi | Larissa Pimenta Amandine Buchard  |

### Leichtgewicht
- bis 56 kg (1992–1996)
- bis 57 kg (seit 2000)

| Olympia | Gold               | Silber                  | Bronze                                 |
| ------- | ------------------ | ----------------------- | -------------------------------------- |
| 1992    | Míriam Blasco      | Nicola Fairbrother      | Driulis González Chiyori Tateno        |
| 1996    | Driulis González   | Jung Sun-yong           | Isabel Fernández Marisabel Lomba       |
| 2000    | Isabel Fernández   | Driulis González        | Kie Kusakabe Maria Pekli               |
| 2004    | Yvonne Bönisch     | Kye Sun-hui             | Deborah Gravenstijn Yurisleidy Lupetey |
| 2008    | Giulia Quintavalle | Deborah Gravenstijn     | Ketleyn Quadros Xu Yan                 |
| 2012    | Kaori Matsumoto    | Corina Căprioriu        | Marti Malloy Automne Pavia             |
| 2016    | Rafaela Silva      | Dordschsürengiin Sumjaa | Kaori Matsumoto Telma Monteiro         |
| 2020    | Nora Gjakova       | Sarah Léonie Cysique    | Tsukasa Yoshida Jessica Klimkait       |
| 2024    | Christa Deguchi    | Huh Mi-mi               | Haruka Funakubo Sarah Léonie Cysique   |

### Halbmittelgewicht
- bis 61 kg (1992–1996)
- bis 63 kg (seit 2000)

| Olympia | Gold                    | Silber               | Bronze                                        |
| ------- | ----------------------- | -------------------- | --------------------------------------------- |
| 1992    | Catherine Fleury-Vachon | Yael Arad            | Zhang Di Jelena Petrowa                       |
| 1996    | Yuko Emoto              | Gella Vandecaveye    | Jenny Gal Jung Sung-sook                      |
| 2000    | Séverine Vandenhende    | Li Shufang           | Jung Sung-sook Gella Vandecaveye              |
| 2004    | Ayumi Tanimoto          | Claudia Heill        | Driulis González Urška Žolnir                 |
| 2008    | Ayumi Tanimoto          | Lucie Décosse        | Elisabeth Willeboordse Won Ok-im              |
| 2012    | Urška Žolnir            | Xu Lili              | Gévrise Émane Yoshie Ueno                     |
| 2016    | Tina Trstenjak          | Clarisse Agbegnenou  | Yarden Gerbi Anicka van Emden                 |
| 2020    | Clarisse Agbegnenou     | Tina Trstenjak       | Maria Centracchio Catherine Beauchemin-Pinard |
| 2024    | Andreja Leški           | Prisca Awiti Alcaraz | Clarisse Agbegnenou Laura Fazliu              |

### Mittelgewicht
- bis 66 kg (1992–1996)
- bis 70 kg (seit 2000)

| Olympia | Gold             | Silber               | Bronze                              |
| ------- | ---------------- | -------------------- | ----------------------------------- |
| 1992    | Odalis Revé      | Emanuela Pierantozzi | Kate Howey Heidi Rakels             |
| 1996    | Cho Min-sun      | Aneta Szczepańska    | Wang Xianbo Claudia Zwiers          |
| 2000    | Sibelis Veranes  | Kate Howey           | Cho Min-sun Ylenia Scapin           |
| 2004    | Masae Ueno       | Edith Bosch          | Annett Böhm Qin Dongya              |
| 2008    | Masae Ueno       | Anaysi Hernández     | Edith Bosch Ronda Rousey            |
| 2012    | Lucie Décosse    | Kerstin Thiele       | Yuri Alvear Edith Bosch             |
| 2016    | Haruka Tachimoto | Yuri Alvear          | Sally Conway Laura Vargas Koch      |
| 2020    | Chizuru Arai     | Michaela Polleres    | Madina Taimasowa Sanne van Dijke    |
| 2024    | Barbara Matić    | Miriam Butkereit     | Michaela Polleres Gabriella Willems |

### Halbschwergewicht
- bis 72 kg (1992–1996)
- bis 78 kg (seit 2000)

| Olympia | Gold           | Silber            | Bronze                              |
| ------- | -------------- | ----------------- | ----------------------------------- |
| 1992    | Kim Mi-jung    | Yōko Tanabe       | Irene de Kok Laetitia Meignan       |
| 1996    | Ulla Werbrouck | Yōko Tanabe       | Diadenis Luna Ylenia Scapin         |
| 2000    | Tang Lin       | Céline Lebrun     | Emanuela Pierantozzi Simona Richter |
| 2004    | Noriko Anno    | Liu Xia           | Lucia Morico Yurisel Laborde        |
| 2008    | Yang Xiuli     | Yalennis Castillo | Jeong Gyeong-mi Stéphanie Possamaï  |
| 2012    | Kayla Harrison | Gemma Gibbons     | Audrey Tcheuméo Mayra Aguiar        |
| 2016    | Kayla Harrison | Audrey Tcheuméo   | Mayra Aguiar Anamari Velenšek       |
| 2020    | Shori Hamada   | Madeleine Malonga | Mayra Aguiar Anna-Maria Wagner      |
| 2024    | Alice Bellandi | Inbar Lanir       | Ma Zhenzhao Patrícia Sampaio        |

### Schwergewicht
- über 72 kg (1992–1996)
- über 78 kg (seit 2000)

| Olympia | Gold           | Silber           | Bronze                          |
| ------- | -------------- | ---------------- | ------------------------------- |
| 1992    | Zhuang Xiaoyan | Estela Rodríguez | Nathalie Lupino Yōko Sakaue     |
| 1996    | Sun Fuming     | Estela Rodríguez | Christine Cicot Johanna Hagn    |
| 2000    | Yuan Hua       | Daima Beltrán    | Kim Seon-young Mayumi Yamashita |
| 2004    | Maki Tsukada   | Daima Beltrán    | Tea Dongusaschwili Sun Fuming   |
| 2008    | Tong Wen       | Maki Tsukada     | Idalys Ortíz Lucija Polavder    |
| 2012    | Idalys Ortíz   | Mika Sugimoto    | Karina Bryant Tong Wen          |
| 2016    | Émilie Andéol  | Idalys Ortíz     | Yu Song Kanae Yamabe            |
| 2020    | Akira Sone     | Idalys Ortíz     | Romane Dicko İrina Kindzerskaya |
| 2024    | Beatriz Souza  | Raz Hershko      | Kim Ha-yun Romane Dicko         |

## Mixed

### Mannschaftswettbewerb
| Olympia | Gold | Silber | Bronze |
| ------- | --- | --- | --- |
| 2020    | Frankreich Clarisse Agbegnenou, Amandine Buchard, Guillaume Chaine, Axel Clerget, Sarah Léonie Cysique, Romane Dicko, Alexandre Iddir, Kilian Le Blouch, Madeleine Malonga, Teddy Riner, Margaux Pinot                                                                | Japan Hifumi Abe, Uta Abe, Chizuru Arai, Shori Hamada, Hisayoshi Harasawa, Shoichiro Mukai, Takanori Nagase, Shōhei Ōno, Akira Sone, Miku Tashiro, Aaron Wolf, Tsukasa Yoshida                                   | Deutschland Johannes Frey, Karl-Richard Frey, Jasmin Grabowski, Katharina Menz, Dominic Ressel, Giovanna Scoccimarro, Sebastian Seidl, Theresa Stoll, Martyna Trajdos, Eduard Trippel, Anna-Maria Wagner, Igor Wandtke Israel Tohar Butbul, Raz Hershko, Li Kochman, Inbar Lanir, Sagi Muki, Timna Nelson-Levy, Peter Paltchik, Shira Rishony, Or Sasson, Gili Sharir, Baruch Shmailov |
| 2024    | Frankreich Clarisse Agbegnenou, Shirine Boukli, Amandine Buchard, Sarah Léonie Cysique, Romane Dicko, Aurélien Diesse, Alpha Oumar Djalo, Joan-Benjamin Gaba, Marie-Ève Gahié, Madeleine Malonga, Maxime-Gaël Ngayap Hambou, Walide Khyar, Luka Mkheidze, Teddy Riner | Japan Hifumi Abe, Uta Abe, Haruka Funakubo, Soichi Hashimoto, Sanshiro Murao, Takanori Nagase, Ryūju Nagayama, Saki Niizoe, Tatsuru Saitō, Akira Sone, Miku Takaichi, Rika Takayama, Natsumi Tsunoda, Aaron Wolf | Brasilien Daniel Cargnin, Leonardo Gonçalves, Willian Lima, Rafael Macedo, Larissa Pimenta, Ketleyn Quadros, Guilherme Schimidt, Rafael Silva, Rafaela Silva, Beatriz Souza Südkorea An Ba-ul, Han Ju-yeop, Huh Mi-mi, Jung Ye-rin, Lee Joon-hwan, Kim Ha-yun, Kim Ji-su, Kim Min-jong, Kim Won-jin, Lee Hye-kyeong, Yoon Hyun-ji                                                      |

## Erfolgreichste Teilnehmer
(Stand: bis und mit 2024)
- Platz: Reihenfolge der Athleten. Diese wird durch die Anzahl der Goldmedaillen bestimmt. Bei gleicher Anzahl werden die Silbermedaillen verglichen, danach die Bronzemedaillen.
- Name: Name des Athleten
- Land: Das Land, für das der Athlet startete. Bei einem Wechsel der Nationalität wird das Land genannt, für das der Athlet die letzte Medaille erzielte.
- Von: Erster Medaillengewinn
- Bis: Letzter Medaillengewinn
- Gold: Anzahl der gewonnenen Goldmedaillen
- Silber: Anzahl der gewonnenen Silbermedaillen
- Bronze: Anzahl der gewonnenen Bronzemedaillen
- Gesamt: Anzahl aller gewonnenen Medaillen

### Männer
| Platz | Name                      | Land                            | Von  | Bis  | Gold | Silber | Bronze | Gesamt |
| ----- | ------------------------- | ------------------------------- | ---- | ---- | ---- | ------ | ------ | ------ |
| 01    | Teddy Riner               | Frankreich                      | 2008 | 2024 | 5    | –      | 2      | 7      |
| 02    | Tadahiro Nomura           | Japan                           | 1996 | 2004 | 3    | –      | –      | 3      |
| 03    | Takanori Nagase           | Japan                           | 2016 | 2024 | 2    | 2      | 1      | 5      |
| 04    | Hifumi Abe                | Japan                           | 2020 | 2024 | 2    | 2      | –      | 4      |
| 05    | Shōhei Ōno                | Japan                           | 2016 | 2020 | 2    | 1      | –      | 3      |
| 06    | David Douillet            | Frankreich                      | 1992 | 2000 | 2    | –      | 1      | 3      |
| 07    | Lascha Bekauri            | Georgien                        | 2020 | 2024 | 2    | –      | –      | 2      |
| 08    | Lukáš Krpálek             | Tschechien                      | 2016 | 2020 | 2    | –      | –      | 2      |
| 08    | Waldemar Legień           | Polen                           | 1988 | 1992 | 2    | –      | –      | 2      |
| 08    | Willem Ruska              | Niederlande                     | 1972 | 1972 | 2    | –      | –      | 2      |
| 08    | Hitoshi Saitō             | Japan                           | 1984 | 1988 | 2    | –      | –      | 2      |
| 08    | Peter Seisenbacher        | Österreich                      | 1984 | 1988 | 2    | –      | –      | 2      |
| 08    | Masato Uchishiba          | Japan                           | 2004 | 2008 | 2    | –      | –      | 2      |
| 14    | Angelo Parisi             | Großbritannien / Frankreich     | 1972 | 1984 | 1    | 2      | 1      | 4      |
| 15    | Aaron Wolf                | Japan                           | 2020 | 2020 | 1    | 2      | –      | 3      |
| 16    | Luka Mkheidze             | Frankreich                      | 2020 | 2024 | 1    | 1      | 1      | 3      |
| 16    | Lascha Schawdatuaschwili  | Georgien                        | 2012 | 2020 | 1    | 1      | 1      | 3      |
| 16    | Jeldos Smetow             | Kasachstan                      | 2016 | 2024 | 1    | 1      | 1      | 3      |
| 19    | Joan-Benjamin Gaba        | Frankreich                      | 2020 | 2024 | 1    | 1      | –      | 2      |
| 19    | Ezio Gamba                | Italien                         | 1980 | 1984 | 1    | 1      | –      | 2      |
| 19    | Kim Jae-yup               | Südkorea                        | 1984 | 1988 | 1    | 1      | –      | 2      |
| 19    | Toshihiko Koga            | Japan                           | 1992 | 1996 | 1    | 1      | –      | 2      |
| 19    | Frank Wieneke             | BR Deutschland                  | 1984 | 1988 | 1    | 1      | –      | 2      |
| 19    | Ole Bischof               | Deutschland                     | 2008 | 2012 | 1    | 1      | –      | 2      |
| 19    | Kim Jae-bum               | Südkorea                        | 2008 | 2012 | 1    | 1      | –      | 2      |
| 19    | Naidangiin Tüwschinbajar  | Mongolei                        | 2008 | 2012 | 1    | 1      | –      | 2      |
| 27    | Marc Alexandre            | Frankreich                      | 1984 | 1988 | 1    | –      | 1      | 2      |
| 27    | Shinji Hosokawa           | Japan                           | 1984 | 1988 | 1    | –      | 1      | 2      |
| 27    | Ilias Iliadis             | Griechenland                    | 2004 | 2012 | 1    | –      | 1      | 2      |
| 27    | Dietmar Lorenz            | Deutsche Demokratische Republik | 1980 | 1980 | 1    | –      | 1      | 2      |
| 27    | Aurélio Miguel            | Brasilien                       | 1988 | 1996 | 1    | –      | 1      | 2      |
| 27    | Maxime-Gaël Ngayap Hambou | Frankreich                      | 2020 | 2024 | 1    | –      | 1      | 2      |
| 27    | Jürg Röthlisberger        | Schweiz                         | 1976 | 1980 | 1    | –      | 1      | 2      |
| 27    | Naohisa Takato            | Japan                           | 2016 | 2020 | 1    | –      | 1      | 2      |

### Frauen
| Platz | Name                    | Land               | Von  | Bis  | Gold | Silber | Bronze | Gesamt |
| ----- | ----------------------- | ------------------ | ---- | ---- | ---- | ------ | ------ | ------ |
| 01    | Clarisse Agbegnenou     | Frankreich         | 2016 | 2024 | 3    | 1      | 1      | 5      |
| 02    | Ryōko Tani              | Japan              | 1992 | 2008 | 2    | 2      | 1      | 5      |
| 03    | Amandine Buchard        | Frankreich         | 2020 | 2024 | 2    | 1      | 1      | 4      |
| 03    | Sarah Léonie Cysique    | Frankreich         | 2020 | 2024 | 2    | 1      | 1      | 4      |
| 05    | Romane Dicko            | Frankreich         | 2020 | 2024 | 2    | –      | 2      | 4      |
| 06    | Xian Dongmei            | China              | 2004 | 2008 | 2    | –      | –      | 2      |
| 06    | Ayumi Tanimoto          | Japan              | 2004 | 2008 | 2    | –      | –      | 2      |
| 06    | Masae Ueno              | Japan              | 2004 | 2008 | 2    | –      | –      | 2      |
| 06    | Kayla Harrison          | Vereinigte Staaten | 2012 | 2016 | 2    | –      | –      | 2      |
| 10    | Idalys Ortíz            | Kuba               | 2008 | 2020 | 1    | 2      | 1      | 4      |
| 11    | Uta Abe                 | Japan              | 2020 | 2024 | 1    | 2      | –      | 3      |
| 11    | Akira Sone              | Japan              | 2020 | 2024 | 1    | 2      | –      | 3      |
| 13    | Driulis González        | Kuba               | 1992 | 2004 | 1    | 1      | 2      | 4      |
| 14    | Kye Sun-hui             | Nordkorea          | 1996 | 2004 | 1    | 1      | 1      | 3      |
| 15    | An Kum-ae               | Nordkorea          | 2008 | 2012 | 1    | 1      | –      | 2      |
| 15    | Chizuru Arai            | Japan              | 2020 | 2020 | 1    | 1      | –      | 2      |
| 15    | Lucie Décosse           | Frankreich         | 2008 | 2012 | 1    | 1      | –      | 2      |
| 15    | Alina Alexandra Dumitru | Rumänien           | 2008 | 2012 | 1    | 1      | –      | 2      |
| 15    | Shori Hamada            | Japan              | 2020 | 2020 | 1    | 1      | –      | 2      |
| 15    | Distria Krasniqi        | Kosovo             | 2020 | 2024 | 1    | 1      | –      | 2      |
| 15    | Madeleine Malonga       | Frankreich         | 2020 | 2020 | 1    | 1      | –      | 2      |
| 15    | Tina Trstenjak          | Slowenien          | 2016 | 2020 | 1    | 1      | –      | 2      |
| 15    | Maki Tsukada            | Japan              | 2004 | 2008 | 1    | 1      | –      | 2      |
| 24    | Shirine Boukli          | Frankreich         | 2020 | 2024 | 1    | –      | 1      | 2      |
| 24    | Cho Min-sun             | Südkorea           | 1996 | 2000 | 1    | –      | 1      | 2      |
| 24    | Isabel Fernández        | Spanien            | 1996 | 2000 | 1    | –      | 1      | 2      |
| 24    | Kaori Matsumoto         | Japan              | 2012 | 2016 | 1    | –      | 1      | 2      |
| 24    | Paula Pareto            | Argentinien        | 2008 | 2016 | 1    | –      | 1      | 2      |
| 24    | Beatriz Souza           | Brasilien          | 2024 | 2024 | 1    | –      | 1      | 2      |
| 24    | Sun Fuming              | China              | 1996 | 2004 | 1    | –      | 1      | 2      |
| 24    | Tong Wen                | China              | 2008 | 2012 | 1    | –      | 1      | 2      |
| 24    | Natsumi Tsunoda         | Japan              | 2024 | 2024 | 1    | –      | 1      | 2      |
| 24    | Legna Verdecia          | Kuba               | 1996 | 2000 | 1    | –      | 1      | 2      |
| 24    | Urška Žolnir            | Slowenien          | 2004 | 2008 | 1    | –      | 1      | 2      |

## Nationenwertung
(Stand: bis und mit 2024)

### Gesamt
| Platz | Land                         | Gold | Silber | Bronze | Gesamt |
| ----- | ---------------------------- | ---- | ------ | ------ | ------ |
| 01    | Japan                        | 51   | 23     | 30     | 104    |
| 02    | Frankreich                   | 18   | 15     | 34     | 67     |
| 03    | Südkorea                     | 11   | 19     | 21     | 51     |
| 04    | China                        | 8    | 3      | 12     | 23     |
| 05    | Kuba                         | 6    | 15     | 16     | 37     |
| 06    | Sowjetunion                  | 5    | 5      | 13     | 23     |
| 07    | Brasilien                    | 5    | 4      | 19     | 28     |
| 08    | Italien                      | 5    | 4      | 9      | 18     |
| 09    | Russland                     | 5    | 4      | 7      | 16     |
| 10    | Georgien                     | 4    | 4      | 3      | 11     |
| 11    | Niederlande                  | 4    | 2      | 18     | 24     |
| 12    | Deutschland                  | 3    | 5      | 16     | 24     |
| 13    | Polen                        | 3    | 3      | 2      | 8      |
| 14    | Aserbaidschan                | 3    | 2      | 2      | 7      |
| 15    | Slowenien                    | 3    | 1      | 3      | 7      |
| 15    | Spanien                      | 3    | 1      | 3      | 7      |
| 17    | Kosovo                       | 3    | 1      | 1      | 5      |
| 18    | Vereinigte Staaten           | 2    | 4      | 8      | 14     |
| 19    | Österreich                   | 2    | 3      | 3      | 8      |
| 20    | Nordkorea                    | 2    | 2      | 4      | 8      |
| 21    | Belgien                      | 2    | 1      | 11     | 14     |
| 22    | Vereintes Team               | 2    | -      | 2      | 4      |
| 23    | Tschechien                   | 2    | –      | –      | 2      |
| 24    | Mongolei                     | 1    | 4      | 7      | 12     |
| 25    | BR Deutschland               | 1    | 4      | 3      | 8      |
| 26    | Ungarn                       | 1    | 3      | 6      | 10     |
| 27    | Usbekistan                   | 1    | 2      | 7      | 10     |
| 28    | DDR                          | 1    | 2      | 6      | 9      |
| 29    | Kanada                       | 1    | 2      | 5      | 8      |
| 30    | Kasachstan                   | 1    | 2      | 3      | 6      |
| 30    | Rumänien                     | 1    | 2      | 3      | 6      |
| 32    | Schweiz                      | 1    | 1      | 2      | 4      |
| 33    | Griechenland                 | 1    | –      | 2      | 3      |
| 34    | Argentinien                  | 1    | –      | 1      | 2      |
| 35    | Türkei                       | 1    | –      | 1      | 2      |
| 35    | Belarus                      | 1    | –      | 1      | 2      |
| 37    | Kroatien                     | 1    | –      | –      | 1      |
| 38    | Großbritannien               | –    | 8      | 12     | 20     |
| 39    | Israel                       | –    | 3      | 6      | 9      |
| 40    | Ukraine                      | –    | 1      | 3      | 4      |
| 41    | Bulgarien                    | –    | 1      | 2      | 3      |
| 42    | Ägypten                      | –    | 1      | 1      | 2      |
| 43    | Algerien                     | –    | 1      | 1      | 2      |
| 43    | Kolumbien                    | –    | 1      | 1      | 2      |
| 50    | Mexiko                       | –    | 1      | –      | 1      |
| 50    | Chinesisch Taipeh            | –    | 1      | –      | 1      |
| 50    | Slowakei                     | –    | 1      | –      | 1      |
| 53    | Portugal                     | –    | –      | 4      | 4      |
| 54    | Estland                      | –    | –      | 3      | 3      |
| 54    | ROC                          | –    | –      | 3      | 3      |
| 54    | Tadschikistan                | –    | –      | 3      | 3      |
| 57    | Australien                   | –    | –      | 2      | 2      |
| 57    | Moldau                       | –    | –      | 2      | 2      |
| 57    | Jugoslawien                  | –    | –      | 2      | 2      |
| 60    | Island                       | –    | –      | 1      | 1      |
| 60    | Lettland                     | –    | –      | 1      | 1      |
| 60    | Kirgisistan                  | –    | –      | 1      | 1      |
| 60    | Schweden                     | –    | –      | 1      | 1      |
| 60    | Tschechoslowakei             | –    | –      | 1      | 1      |
| 60    | Vereinigte Arabische Emirate | –    | –      | 1      | 1      |

### Männer
| Platz | Land                         | Gold | Silber | Bronze | Gesamt |
| ----- | ---------------------------- | ---- | ------ | ------ | ------ |
| 01    | Japan                        | 35   | 12     | 16     | 63     |
| 02    | Frankreich                   | 10   | 7      | 20     | 37     |
| 03    | Südkorea                     | 9    | 15     | 14     | 38     |
| 04    | Georgien                     | 5    | 7      | 2      | 14     |
| 05    | Sowjetunion                  | 5    | 5      | 13     | 23     |
| 06    | Russland                     | 5    | 3      | 6      | 14     |
| 07    | Niederlande                  | 4    | –      | 9      | 13     |
| 08    | Italien                      | 3    | 2      | 2      | 7      |
| 08    | Polen                        | 3    | 2      | 2      | 7      |
| 10    | Aserbaidschan                | 3    | 2      | 1      | 6      |
| 11    | Brasilien                    | 2    | 4      | 14     | 20     |
| 12    | Deutschland                  | 2    | 3      | 10     | 15     |
| 13    | Österreich                   | 2    | 1      | 2      | 5      |
| 14    | Vereintes Team               | 2    | -      | 1      | 3      |
| 15    | Tschechien                   | 2    | –      | –      | 2      |
| 16    | Kuba                         | 1    | 4      | 6      | 11     |
| 17    | BR Deutschland               | 1    | 4      | 3      | 8      |
| 18    | Ungarn                       | 1    | 3      | 5      | 9      |
| 18    | Mongolei                     | 1    | 3      | 5      | 9      |
| 20    | DDR                          | 1    | 2      | 6      | 9      |
| 21    | Kasachstan                   | 1    | 2      | 2      | 5      |
| 22    | Schweiz                      | 1    | 1      | 2      | 4      |
| 23    | Belgien                      | 1    | –      | 4      | 5      |
| 24    | Griechenland                 | 1    | –      | 2      | 3      |
| 25    | Belarus                      | 1    | –      | 1      | 2      |
| 26    | Türkei                       | 1    | –      | –      | 1      |
| 27    | Großbritannien               | –    | 5      | 7      | 12     |
| 28    | Vereinigte Staaten           | –    | 4      | 6      | 10     |
| 29    | Usbekistan                   | –    | 2      | 7      | 9      |
| 30    | Kanada                       | –    | 2      | 3      | 5      |
| 31    | Bulgarien                    | –    | 1      | 2      | 3      |
| 31    | Ukraine                      | –    | 1      | 2      | 3      |
| 33    | Ägypten                      | –    | 1      | 1      | 2      |
| 33    | Spanien                      | –    | 1      | 1      | 2      |
| 35    | Algerien                     | –    | 1      | –      | 1      |
| 36    | Chinesisch Taipeh            | –    | 1      | –      | 1      |
| 36    | Slowakei                     | –    | 1      | –      | 1      |
| 38    | Israel                       | –    | –      | 5      | 5      |
| 39    | Estland                      | –    | –      | 3      | 3      |
| 39    | Tadschikistan                | –    | –      | 3      | 3      |
| 41    | Jugoslawien                  | –    | –      | 2      | 2      |
| 41    | Moldau                       | –    | –      | 2      | 2      |
| 41    | Nordkorea                    | –    | –      | 2      | 2      |
| 41    | Portugal                     | –    | –      | 2      | 2      |
| 41    | ROC                          | –    | –      | 2      | 2      |
| 41    | Rumänien                     | –    | –      | 2      | 2      |
| 47    | Australien                   | –    | –      | 1      | 1      |
| 47    | China                        | –    | –      | 1      | 1      |
| 47    | Island                       | –    | –      | 1      | 1      |
| 47    | Kirgisistan                  | –    | –      | 1      | 1      |
| 47    | Lettland                     | –    | –      | 1      | 1      |
| 47    | Tschechoslowakei             | –    | –      | 1      | 1      |
| 47    | Vereinigte Arabische Emirate | –    | –      | 1      | 1      |

### Frauen
| Platz | Land               | Gold | Silber | Bronze | Gesamt |
| ----- | ------------------ | ---- | ------ | ------ | ------ |
| 01    | Japan              | 16   | 11     | 14     | 41     |
| 02    | Frankreich         | 8    | 8      | 14     | 30     |
| 03    | China              | 8    | 3      | 11     | 22     |
| 04    | Kuba               | 5    | 11     | 10     | 26     |
| 05    | Slowenien          | 3    | 1      | 3      | 7      |
| 06    | Kosovo             | 3    | 1      | 1      | 5      |
| 07    | Brasilien          | 3    | –      | 5      | 8      |
| 08    | Spanien            | 3    | –      | 2      | 5      |
| 09    | Südkorea           | 2    | 4      | 6      | 12     |
| 10    | Italien            | 2    | 2      | 7      | 11     |
| 11    | Nordkorea          | 2    | 2      | 2      | 6      |
| 12    | Vereinigte Staaten | 2    | –      | 2      | 4      |
| 13    | Deutschland        | 1    | 2      | 6      | 9      |
| 14    | Rumänien           | 1    | 2      | 1      | 4      |
| 15    | Belgien            | 1    | 1      | 7      | 9      |
| 16    | Kanada             | 1    | –      | 2      | 3      |
| 17    | Argentinien        | 1    | –      | 1      | 2      |
| 18    | Kroatien           | 1    | –      | –      | 1      |
| 18    | Usbekistan         | 1    | –      | –      | 1      |
| 20    | Großbritannien     | –    | 3      | 5      | 8      |
| 21    | Israel             | –    | 3      | 2      | 5      |
| 22    | Niederlande        | –    | 2      | 9      | 11     |
| 23    | Mongolei           | –    | 2      | 1      | 3      |
| 23    | Österreich         | –    | 2      | 1      | 3      |
| 25    | Kolumbien          | –    | 1      | 1      | 2      |
| 25    | Russland           | –    | 1      | 1      | 2      |
| 27    | Mexiko             | –    | 1      | –      | 1      |
| 27    | Polen              | –    | 1      | –      | 1      |
| 29    | Portugal           | –    | –      | 2      | 2      |
| 29    | Algerien           | –    | –      | 1      | 1      |
| 29    | Aserbaidschan      | –    | –      | 1      | 1      |
| 29    | Australien         | –    | –      | 1      | 1      |
| 29    | Georgien           | –    | –      | 1      | 1      |
| 29    | Kasachstan         | –    | –      | 1      | 1      |
| 29    | ROC                | –    | –      | 1      | 1      |
| 29    | Schweden           | –    | –      | 1      | 1      |
| 29    | Türkei             | –    | –      | 1      | 1      |
| 29    | Ukraine            | –    | –      | 1      | 1      |
| 29    | Ungarn             | –    | –      | 1      | 1      |
| 29    | Vereintes Team     | –    | –      | 1      | 1      |

### Mixed
| Platz | Land        | Gold | Silber | Bronze | Gesamt |
| ----- | ----------- | ---- | ------ | ------ | ------ |
| 01    | Frankreich  | 2    | –      | –      | 2      |
| 02    | Japan       | –    | 2      | –      | 2      |
| 03    | Brasilien   | –    | –      | 1      | 1      |
| 03    | Deutschland | –    | –      | 1      | 1      |
| 03    | Israel      | –    | –      | 1      | 1      |
| 03    | Südkorea    | –    | –      | 1      | 1      |